# Cox's Bazar
El Cox's Bazar ([kɔksbadʒaɾ] kaksabājāraⓘ en bengalí: কক্সবাজার) es una ciudad, puerto pesquero y centro turístico de Bangladés.
Su nombre proviene del capitán Hiram Cox de la Compañía Británica de las Indias Orientales quien fuera nombrado superintendente de la avanzada de Palongkee (antiguo nombre de la ciudad) luego de que Warren Hastings se convirtiera en gobernador de Bengala. Cox se dedicó a tareas de reconstrucción y asentamiento de los refugiados arakaneses en el área. 
Su playa es mundialmente conocida por ser la más larga del mundo con 120 km. En esta costa suelen encontrarse peligros, como tiburones. Está a 152 kilómetros al sur de Chittagong.

## Galería

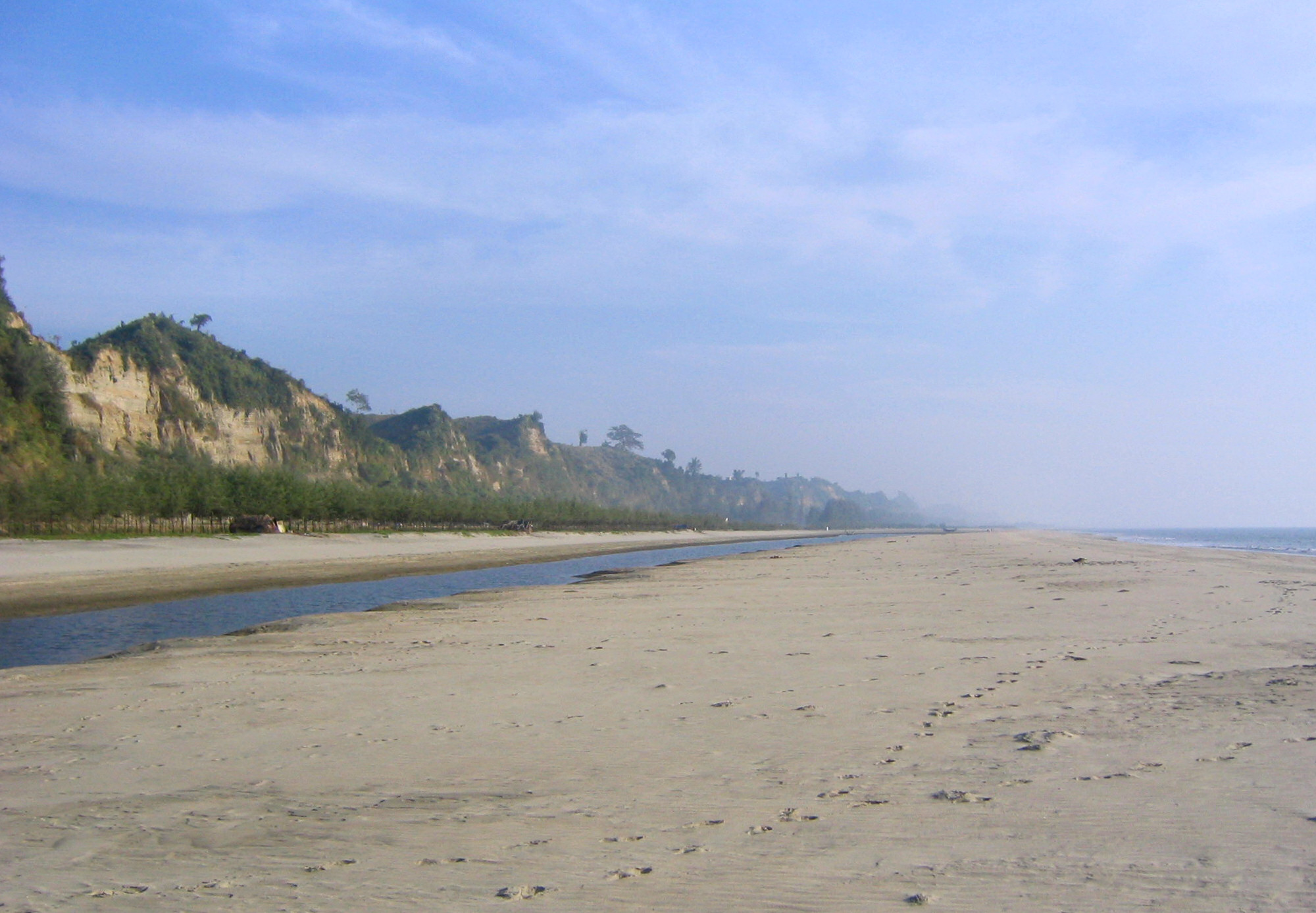
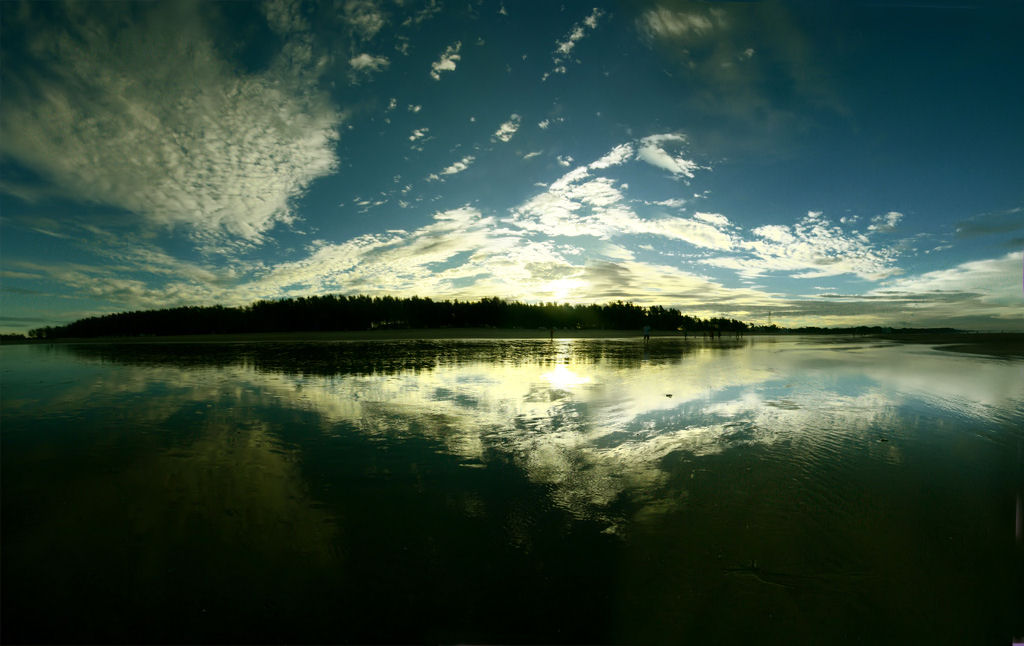
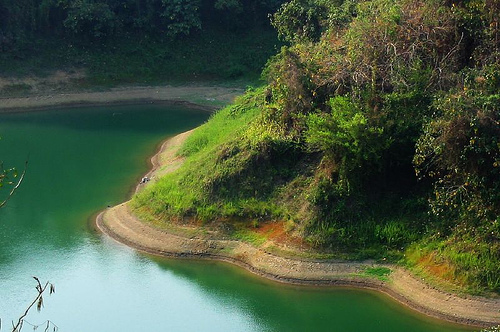
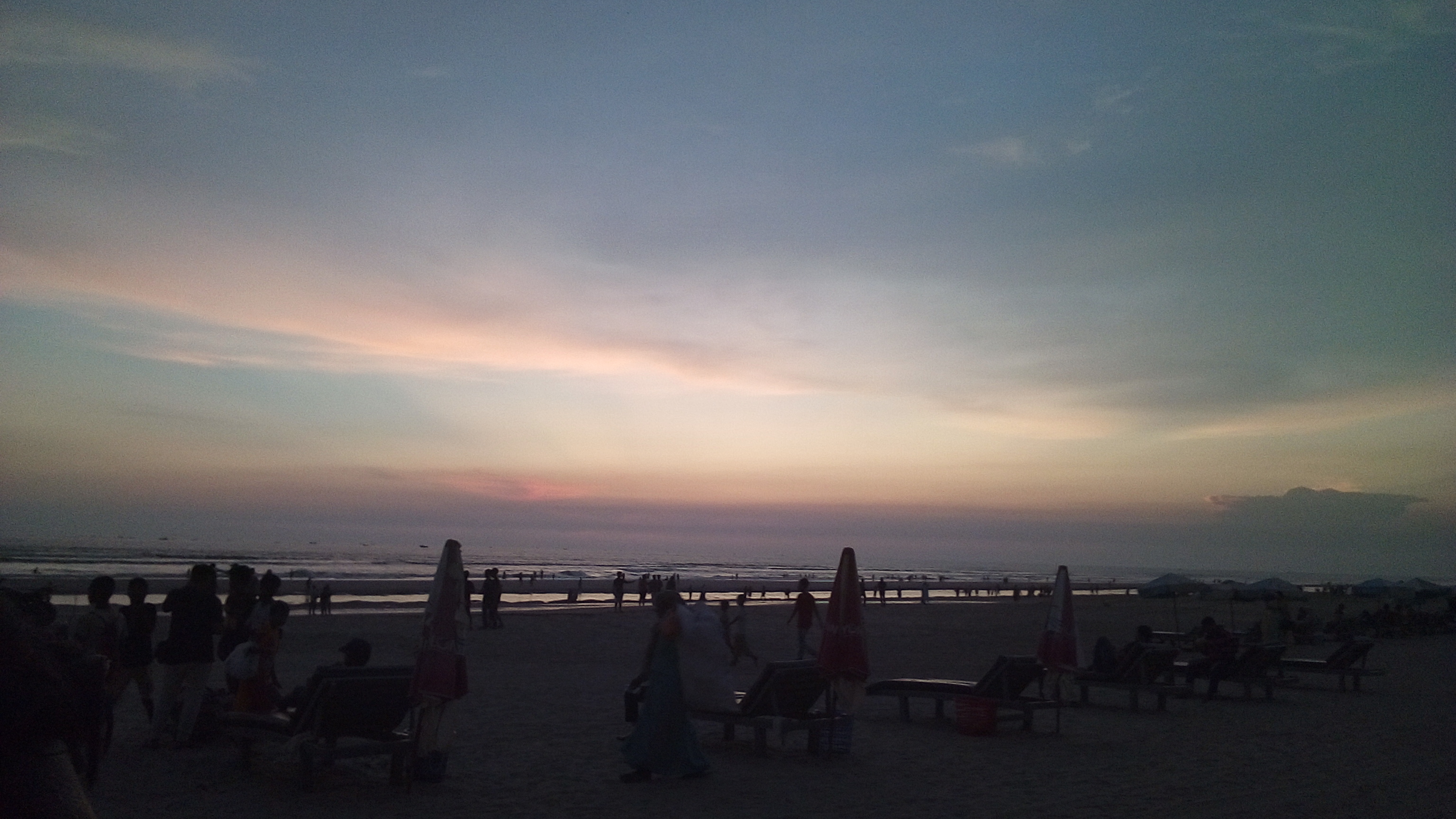